# Гараджа, Виктор Иванович
Ви́ктор Ива́нович Гараджа́ (род. 1 сентября 1929 года) — советский и российский философ и социолог, специалист по философии религии, религиеведению, социологии религии. Доктор философских наук, профессор, академик РАО (1995).

## Биография
В 1952 году окончил философский факультет и в 1955 году окончил аспирантуру МГУ имени М. В. Ломоносова, там же преподавал.
Работал в Институте научного атеизма (в 1981—1990 годы — директор), Академии общественных наук при ЦК КПСС и в Институте философии АН СССР.
В 1955 году в МГУ имени М. В. Ломоносова защитил диссертацию на соискание учёной степени кандидата философских наук по теме «Борьба материализма и идеализма в процессе становления теории развития органического мира».
В 1969 году в МГУ имени М. В. Ломоносова защитил диссертацию на соискание учёной степени доктора философских наук по теме «Неотомизм и научное познание: (Критика неотомистской концепции науки)».
С 1992 года — профессор кафедры истории и теории социологии социологического факультета МГУ. В настоящее время — профессор кафедры современной социологии социологического факультета МГУ.
Член Специализированных советов: по специальности 09.00.03 «История философии» в Институте философии РАН и по специальности 22.00.01 — «Теория, методология и история социологии» социологического факультета МГУ имени М. В. Ломоносова.
Сопредседатель семинара по социологии религии социологического факультета МГУ при участии учёных из ИПСИ РАН, МГИМО, РУДН, РГГУ.
Член редакционной коллегии журнала «Государство, религия, Церковь в России и за рубежом».

## Научная деятельность
Главная тема научной работы в настоящее время и на ближайшую перспективу — «Сакральное в постсекулярном мире (ключевые идеи современной социологии религии)», в которой религия будет представлена в контексте теорий Э. Гидденса, П. Бурдье, П. Бергера, Р. Белла, Н. Лумана, Ю. Хабермаса и ряда других социологов последней трети ХХ и начала XXI века.

## Научные труды

### Монографии
- Гараджа В. И. Неотомизм — разум — наука: (Критика католической концепции научного знания) / Моск. гос. ун-т им.  М. В. Ломоносова. Кафедра истории и теории атеизма. — М.: Мысль, 1969. — 215 с.
- Гараджа В. И. Протестантизм. — М.: Политиздат, 1971. — 200 с. — (Библиотека «Современные религии»).

### Учебные пособия
- Гараджа В. И. Религиеведение. Учебное пособие для студентов высш. учеб. заведений и преп. ср. школы. — 2-е изд., дополненное. — М.: Аспект Пресс, 1995. — 351 с. — ISBN 5-7567-0007-2
- Гараджа В. И. Социология религии. Учебное пособие для студентов и аспирантов гуманитарных специальностей. — М.: Наука, 1995 — 223 с.
- Гараджа В. И. Социология религии. Учебное пособие для студентов и аспирантов гуманитарных специальностей. — 3-е изд., переработанное и дополненное. — М.: ИНФРА-М, 2005. — 348 с.

### Брошюры
- Гараджа В. И. В. И. Ленин и критика современного фидеизма. — М.: Знание. — 64 с. (Естествознание и религия. № 1)
- Гараджа В. И. Кризис современного протестантизма и поиски „новой теологии“ / В. И. Гараджа, д-р филос. наук, проф. — М.: Знание, 1973. — 63 с. — (Новое в жизни, науке, технике. Серия "Естествознание и религия". № 4)
- Гараджа В. И. Критика новых течений в протестантской теологии / В. И. Гараджа, д-р филос. наук. — М.: Знание, 1977. — 62 с. (Новое в жизни, науке, технике. Серия "Научный атеизм". № 8).
- Гараджа В. И. Научная и христианская интерпретация истории. — М.: Знание, 1980. — 66 с. — (Новое в жизни, науке, технике. Серия "Научный атеизм". № 6).

### Статьи
- Гараджа В. И. История атеизма — актуальная задача марксистского исследования // Вопросы научного атеизма. Вып. 5 / Редкол. сб. А. Ф. Окулов (отв. ред.) и др.; Акад. обществ. наук ЦК КПСС. Ин-т научного атеизма. — М.: Мысль, 1968. — С. 363—373. — 429 с. — 20 000 экз.
- Гараджа В. И. Ленинский анализ революции в естествознании и проблемы атеизма // Вопросы научного атеизма. Вып. 8. Ленинское атеистическое наследие и современность (к 100-летию со дня рождения В. И. Ленина) / Отв. ред. А. Ф. Окулов; Акад. обществ. наук ЦК КПСС. Ин-т научного атеизма. — М.: Мысль, 1969. — С. 137—171. — 380 с. — 17 000 экз.
- Гараджа В. И., Мчедлов М. П. XXXVII конгресс Всемирного союза свободомыслящих // Вопросы научного атеизма. Вып. 17 / Редкол. А. Ф. Окулов (отв. ред.); Акад. обществ. наук ЦК КПСС. Ин-т научного атеизма. — М.: Мысль, 1975. — С. 327—337. — 399 с. — 18 300 экз.
- Гараджа В. И. К марксистскому пониманию роли религии и церкви в историческом процессе // Вопросы научного атеизма. Вып. 37. Православие в истории России / Редкол. В. И. Гараджа (отв. ред.) и др.; Акад. обществ. наук ЦК КПСС. Ин-т научного атеизма. — М.: Мысль, 1988. — С. 268-294. — 303 с. — 20 700 экз. — ISBN 5-244-00202-3.
- Гараджа В. И. Критическая теория и христианская теология // Социальная философия Франкфуртской школы. М., 1980
- Гараджа В. И. Научный атеизм в свете задач совершенствования социализма // Вопросы научного атеизма. Вып. 34 / Редкол. В. И. Гараджа (отв. ред.) и др.; Акад. обществ. наук ЦК КПСС. Ин-т научного атеизма. — М.: Мысль, 1986. — С. 6—25. — 301 с. — 20 425 экз.
- Гараджа В. И. Протестантская концепция человека // Буржуазная философская антропология XX века. М., 1986
- Гараджа В. И. Переосмысление // На пути к свободе совести./ Под ред. Д. Е. Фурмана. М., 1989;
- Гараджа В. И. Протестантские мыслители новейшего времени": К. Барт, Р. Бультман, Д. Бонхеффер, П. Тиллих, К. Ф. Вайцзеккер // От Лютера да Вайцзеккера / отв.ред. В. Зоц. М., 1994
- Гараджа В. И. Религия как предмет социологического анализа // Религия и общество. Хрестоматия по социологии религии. Ч.1-Н. М."Аспект пресс", 1995 (2-е изд. 1996); хрестоматии по социологии религии «Религия и общество»
- Гараджа В. И. Религия и наука о религии // Обществознание в школе. № 4. 1997
- Гараджа В. И. Социология религии в России // Социология в России. 1998.
- Гараджа В. И. Научный и образовательный потенциал социологии религии как учебной дисциплины" // Вестник Московского университета. Серия «Социология». № 1. 2009.
- Гараджа В. И. Философские вопросы религиеведения // Философия России во второй пол. XX века. / Под ред. Л. Н. Митрохина, 2010

### Энциклопедии и словари
Большая советская энциклопедия
- Неотомизм / Гараджа В. И., Греков Л. И., Долгов К. М. // Моршин — Никиш. — М. : Советская энциклопедия, 1974. — (Большая советская энциклопедия : [в 30 т.] / гл. ред.  А. М. Прохоров ; 1969—1978, т. 17).
- Религия / Гараджа В. И. // Проба — Ременсы. — М. : Советская энциклопедия, 1975. — (Большая советская энциклопедия : [в 30 т.] / гл. ред.  А. М. Прохоров ; 1969—1978, т. 21).

Философская энциклопедия
- Аверинцев С. С., Гараджа В. И., Греков Л. И., Долгов К. М. Неотомизм // Философская энциклопедия : в 5 т. / глав. ред. Ф. В. Константинов. — М.: Советская энциклопедия, 1967. — Т. 4 : Наука логики — Сигети. — 591 с. — 66 000 экз.

Новая философская энциклопедия
- Гараджа В. И. Атеизм // Новая философская энциклопедия / Ин-т философии РАН; Нац. обществ.-науч. фонд; Предс. научно-ред. совета В. С. Стёпин, заместители предс.: А. А. Гусейнов, Г. Ю. Семигин, уч. секр. А. П. Огурцов. — 2-е изд., испр. и допол. — М.: Мысль, 2010. — ISBN 978-5-244-01115-9.
- Гараджа В. И. Веротерпимость // Новая философская энциклопедия / Ин-т философии РАН; Нац. обществ.-науч. фонд; Предс. научно-ред. совета В. С. Стёпин, заместители предс.: А. А. Гусейнов, Г. Ю. Семигин, уч. секр. А. П. Огурцов. — 2-е изд., испр. и допол. — М.: Мысль, 2010. — ISBN 978-5-244-01115-9.
- Гараджа В. И. Диалектическая теология // Новая философская энциклопедия / Ин-т философии РАН; Нац. обществ.-науч. фонд; Предс. научно-ред. совета В. С. Стёпин, заместители предс.: А. А. Гусейнов, Г. Ю. Семигин, уч. секр. А. П. Огурцов. — 2-е изд., испр. и допол. — М.: Мысль, 2010. — ISBN 978-5-244-01115-9.
- Гараджа В. И. Реформация // Новая философская энциклопедия / Ин-т философии РАН; Нац. обществ.-науч. фонд; Предс. научно-ред. совета В. С. Стёпин, заместители предс.: А. А. Гусейнов, Г. Ю. Семигин, уч. секр. А. П. Огурцов. — 2-е изд., испр. и допол. — М.: Мысль, 2010. — ISBN 978-5-244-01115-9.
- Гараджа В. И., Митрохин Л. Н. Философия религии // Новая философская энциклопедия / Ин-т философии РАН; Нац. обществ.-науч. фонд; Предс. научно-ред. совета В. С. Стёпин, заместители предс.: А. А. Гусейнов, Г. Ю. Семигин, уч. секр. А. П. Огурцов. — 2-е изд., испр. и допол. — М.: Мысль, 2010. — ISBN 978-5-244-01115-9. — С. 230—235.
- Гараджа В. И. Ранер, Карл // Новая философская энциклопедия / Ин-т философии РАН; Нац. обществ.-науч. фонд; Предс. научно-ред. совета В. С. Стёпин, заместители предс.: А. А. Гусейнов, Г. Ю. Семигин, уч. секр. А. П. Огурцов. — 2-е изд., испр. и допол. — М.: Мысль, 2010. — ISBN 978-5-244-01115-9.
- Гараджа В. И. Трёльч, Эрнст // Новая философская энциклопедия / Ин-т философии РАН; Нац. обществ.-науч. фонд; Предс. научно-ред. совета В. С. Стёпин, заместители предс.: А. А. Гусейнов, Г. Ю. Семигин, уч. секр. А. П. Огурцов. — 2-е изд., испр. и допол. — М.: Мысль, 2010. — ISBN 978-5-244-01115-9. — С.  105

Религиоведение. Энциклопедический словарь
- Гараджа В. И. Мораль и религия // Религиоведение: Энциклопедический словарь / Под ред. А. П. Забияко, А. Н. Красникова, Е. С. Элбакян. — М.: Академический проект, 2006. — 1256 с. — ISBN 5-8291-0756-2.

Энциклопедия религии
- Гараджа В. И. Веротерпимость // Энциклопедия религий / Под ред. А. П. Забияко, А. Н. Красникова, Е. С. Элбакян. — М.: Академический проект, Гаудеамус, 2008. — С. 268—269. — 1520 с. — (Summa). — 3000 экз. — ISBN 978-5-8291-1084-0, ISBN 978-5-98426-067-1.
- Гараджа В. И. Критика религии // Энциклопедия религий / Под ред. А. П. Забияко, А. Н. Красникова, Е. С. Элбакян. — М.: Академический проект, Гаудеамус, 2008. — С. 709—710. — 1520 с. — (Summa). — 3000 экз. — ISBN 978-5-8291-1084-0, ISBN 978-5-98426-067-1.
- Гараджа В. И. Ньюмен, Джон Генри // Энциклопедия религий / Под ред. А. П. Забияко, А. Н. Красникова, Е. С. Элбакян. — М.: Академический проект, Гаудеамус, 2008. — С. 899. — 1520 с. — (Summa). — 3000 экз. — ISBN 978-5-8291-1084-0, ISBN 978-5-98426-067-1.
- Гараджа В. И. Религиоведение // Энциклопедия религий / Под ред. А. П. Забияко, А. Н. Красникова, Е. С. Элбакян. — М.: Академический проект, Гаудеамус, 2008. — С. 1054—1057. — 1520 с. — (Summa). — 3000 экз. — ISBN 978-5-8291-1084-0, ISBN 978-5-98426-067-1.
- Гараджа В. И. Религиозная мораль // Энциклопедия религий / Под ред. А. П. Забияко, А. Н. Красникова, Е. С. Элбакян. — М.: Академический проект, Гаудеамус, 2008. — С. 1061—1062. — 1520 с. — (Summa). — 3000 экз. — ISBN 978-5-8291-1084-0, ISBN 978-5-98426-067-1.
- Гараджа В. И. Трёльч, Эрнст // Энциклопедия религий / Под ред. А. П. Забияко, А. Н. Красникова, Е. С. Элбакян. — М.: Академический проект, Гаудеамус, 2008. — С. 1275. — 1520 с. — (Summa). — 3000 экз. — ISBN 978-5-8291-1084-0, ISBN 978-5-98426-067-1.
- Гараджа В. И. Функции религии // Энциклопедия религий / Под ред. А. П. Забияко, А. Н. Красникова, Е. С. Элбакян. — М.: Академический проект, Гаудеамус, 2008. — С. 1337—1338. — 1520 с. — (Summa). — 3000 экз. — ISBN 978-5-8291-1084-0, ISBN 978-5-98426-067-1.
- Гараджа В. И. Харизма // Энциклопедия религий / Под ред. А. П. Забияко, А. Н. Красникова, Е. С. Элбакян. — М.: Академический проект, Гаудеамус, 2008. — С. 1349—1350. — 1520 с. — (Summa). — 3000 экз. — ISBN 978-5-8291-1084-0, ISBN 978-5-98426-067-1.

Православная энциклопедия
- Гараджа В. И. Бонхёффер, Дитрих // Православная энциклопедия. — М., 2003. — Т. VI : Бондаренко — Варфоломей Эдесский[англ.]. — С. 18—20. — 39 000 экз. — ISBN 5-89572-010-2.
- Гараджа В. И. Вайцзеккер, Карл Фридрих фон // Православная энциклопедия. — М., 2003. — Т. VI : Бондаренко — Варфоломей Эдесский[англ.]. — С. 500—501. — 39 000 экз. — ISBN 5-89572-010-2.
- Гараджа В. И. Вебер, Макс // Православная энциклопедия. — М., 2004. — Т. VII : Варшавская епархия — Веротерпимость. — С. 360—362. — 39 000 экз. — ISBN 5-89572-010-2.
- Гараджа В. И. Демифологизация // Православная энциклопедия. — М., 2007. — Т. XIV : Даниил — Димитрий. — С. 376. — 39 000 экз. — ISBN 978-5-89572-024-0.

Социологическая энциклопедия
- Гараджа В. И. Религия // Социологическая энциклопедия в двух томах М., 2003—2004
- Гараджа В. И. Социология религии // Социологическая энциклопедия в двух томах М., 2003—2004
- Гараджа В. И. Христианство // Социологическая энциклопедия в двух томах М., 2003—2004
- Гараджа В. И. Церковь // Социологическая энциклопедия в двух томах М., 2003—2004

Большая российская энциклопедия
- Баур, Фердинанд Кристиан : [арх. 3 января 2023] / Гараджа В. И. // «Банкетная кампания» 1904 — Большой Иргиз. — М. : Большая российская энциклопедия, 2005. — С. 113. — (Большая российская энциклопедия : [в 35 т.] / гл. ред. Ю. С. Осипов ; 2004—2017, т. 3). — ISBN 5-85270-331-1.
- Бауэр, Бруно : [арх. 3 января 2023] / Гараджа В. И. // «Банкетная кампания» 1904 — Большой Иргиз. — М. : Большая российская энциклопедия, 2005. — С. 115. — (Большая российская энциклопедия : [в 35 т.] / гл. ред. Ю. С. Осипов ; 2004—2017, т. 3). — ISBN 5-85270-331-1.
- Бонхёффер, Дитрих : [арх. 3 января 2023] / Гараджа В. И. // Большой Кавказ — Великий канал. — М. : Большая российская энциклопедия, 2006. — С. 29. — (Большая российская энциклопедия : [в 35 т.] / гл. ред. Ю. С. Осипов ; 2004—2017, т. 4). — ISBN 5-85270-333-8.
- Бросс, Шарль де : [арх. 2 октября 2022] / Гараджа В. И. // Большой Кавказ — Великий канал. — М. : Большая российская энциклопедия, 2006. — С. 236. — (Большая российская энциклопедия : [в 35 т.] / гл. ред. Ю. С. Осипов ; 2004—2017, т. 4). — ISBN 5-85270-333-8.
- Бультман, Рудольф : [арх. 28 ноября 2022] / Гараджа В. И. // Большой Кавказ — Великий канал. — М. : Большая российская энциклопедия, 2006. — С. 340. — (Большая российская энциклопедия : [в 35 т.] / гл. ред. Ю. С. Осипов ; 2004—2017, т. 4). — ISBN 5-85270-333-8.
- Штраус, Давид Фридрих : [арх. 5 октября 2022] / Гараджа В. И. // Шервуд — Яя. — М. : Большая российская энциклопедия, 2017. — С. 126—127. — (Большая российская энциклопедия : [в 35 т.] / гл. ред. Ю. С. Осипов ; 2004—2017, т. 35). — ISBN 978-5-85270-373-6.

### Рецензии
- Гараджа В. И. Рецензия на книгу М. Ю. Смирнова «Социология религии» // Государство, религия, Церковь в России и за рубежом. № 4. 2011.

### Научная редакция
- «Дух отрицанья, дух сомненья», — тексты по истории западноевропейского свободомыслия и атеизма. М., 1977 — предисл. и научн. ред.